# Chlorocichla laetissima
Bulbul-alegre ou tuta-alegre (Chlorocichla laetissima) é uma espécie de ave da família Pycnonotidae.
Pode ser encontrada nos seguintes países: República Democrática do Congo, Quénia, Sudão, Tanzânia, Uganda e Zâmbia.
Os seus habitats naturais são: florestas boreais e regiões subtropicais ou tropicais húmidas de alta altitude.